# Редвуд-Фолс (тауншип, Миннесота)
Редвуд-Фолс (англ. Redwood Falls) — тауншип в округе Редвуд, Миннесота, США. На 2000 год его население составило 256 человек.

## География
По данным Бюро переписи населения США площадь тауншипа составляет 89,0 км², из которых 88,8 км² занимает суша, а 0,2 км² — вода (0,26 %).

## Демография
По данным переписи населения 2000 года здесь находились 256 человек, 89 домохозяйств и 72 семьи. Плотность населения — 2,9 чел./км². На территории тауншипа расположено 93 постройки со средней плотностью 1,0 построек на один квадратный километр. Расовый состав населения: 98,44 % белых, 0,39 % коренных американцев и 1,17 % азиатов.
Из 89 домохозяйств в 37,1 % воспитывались дети до 18 лет, в 69,7 % проживали супружеские пары, в 1,1 % проживали незамужние женщины и в 19,1 % домохозяйств проживали несемейные люди. 15,7 % домохозяйств состояли из одного человека, при том 5,6 % из — одиноких пожилых людей старше 65 лет. Средний размер домохозяйства — 2,88, а семьи — 3,22 человека.
29,3 % населения — младше 18 лет, 7,0 % — в возрасте от 18 до 24 лет, 26,6 % — от 25 до 44, 26,6 % — от 45 до 64, и 10,5 % — старше 65 лет. Средний возраст — 37 лет. На каждые 100 женщин приходилось 128,6 мужчин. На каждые 100 женщин старше 18 приходилось 132,1 мужчин.
Средний годовой доход домохозяйства составлял 52 500 долларов, а средний годовой доход семьи — 59 375 долларов. Средний доход мужчин — 32 344 доллара, в то время как у женщин — 30 357. Доход на душу населения составил 20 223 доллара. За чертой бедности находились 4,0 % семей и 4,3 % всего населения тауншипа, из которых 8,0 % младше 18 лет.